# Las delicias del campo
Pour plus de détails, voir Fiche technique et Distribution.
Las delicias del campo est un film espagnol réalisé par Mario Caserini, sorti en 1920.

## Fiche technique
- Titre original : Las delicias del campo
- Réalisation : Mario Caserini
- Scénario :
- Photographie :
- Montage :
- Producteur :
- Société de production : Excelsa Films
- Société de distribution :
- Pays d'origine :  Espagne
- Langue : espagnol
- Format : Noir et blanc — 35 mm — 1,33:1 — Muet
- Genre :
- Longueur de pellicule :
- Durée :
- Dates de sortie :
  -  Espagne : 1920

## Distribution
- Leda Gys